# Valentin (Miščuk)
Valentin (Valjancin) (světským jménem: Cimafej Adamovič Miščuk; * 14. října 1940, Brest) je běloruský duchovní Ruské pravoslavné církve, arcibiskup a emeritní metropolita orenburský a saraktašský.

## Život
Narodil se 14. října 1940 v Brestu.
Roku 1957 dokončil střední školu a nastoupil na Minský duchovní seminář. Sloužil v řadách Sovětské armády. Na podzim roku 1963 nastoupil na Moskevský duchovní seminář, který dokončil roku 1966. Poté pokračoval ve studiu na Moskevské duchovní akademii.
Dne 30. března 1969 byl představeným Trojicko-sergijevské lávry archimandritou Platonem (Lobankovem) postřižen na monacha se jménem Valentin na počest svatého mučedníka Valentýna.
Dne 20. dubna 1969 jej metropolita krutický a kolomenský Pimen (Izvekov) rukopoložil na hierodiakona a 18. července na jeromonacha.
Roku 1971 byl na svátek Zesnutí přesvaté Bohorodice povýšen patriarchou moskevským Pimenem na igumena.
Od roku 1972 přednášel na Moskevském duchovním semináři a byl asistentem inspektora. Roku 1973 dokončil doktorské studium na akademii. Od listopadu 1975 byl zodpovědný za zahraniční hosty Trojicko-sergijevské lávry a Moskevské duchovní akademie.
Dne 19. července 1976 jej Svatý synod zvolil biskupem ufským a stěrlitamakským. Dne 20. července 1976 byl v chrámu Pokrova přesvaté Bohorodice při akademii povýšen rektorem akademie arcibiskupem Volodymyrem (Sabodanem) na archimandritu.
Dne 24. července 1976 proběhla v chrámu Zjevení Páně v Moskvě jeho biskupská chirotonie. Světiteli byli patriarcha moskevský Pimen, metropolita leningradský a novgorodský Nikodim (Rotov), metropolita tallinský a estonský Alexij (Rüdiger), metropolita tulský a beljovský Juvenalij (Pojarkov), metropolita minský a běloruský Antonij (Melnikov), arcibiskup volokolamský Pitirim (Něčajev) a arcibiskup dmitrovský Volodymyr (Sabodan).
Dne 16. listopadu 1979 byl ustanoven biskupem zvenigorodským a vikářem moskevské eparchie, zástupcem moskevského patriarchátu při antiochijském patriarchátu.
Dne 26. dubna 1985 byl převeden na tambovskou a mičurinskou katedru a 12. května 1987 na vladimirskou a suzdalskou.
Dne 30. prosince 1988 byl povýšen na arcibiskupa.
Dne 27. října 1990 byl jmenován arcibiskupem chersonésoským.
Dne 18. února 1992 se stal arcibiskupem grodněnským a vaŭkavyským.
Dne 26. února 1994 jej Svatý synod ustanovil arcibiskupem bakuským a vikářem stavropolské eparchie, rektorem Stavropolského duchovního semináře.
Dne 17. července 1995 byl Svatým synodem penzionován.
Dne 19. července 1999 byl jmenován arcibiskupem orenburským a buzulukským a 25. února 2004 byl povýšen na metropolitu.
Dne 6. října 2011 mu byl změněn titul na orenburský a saraktašský. Současně byl ustanoven hlavou orenburské metropole.
Od října 2011 do března 2012 působil jako dočasný správce buzulukské eparchie.
Dne 26. prosince 2012 ho Svatý synod jmenoval rektorem Orenburského duchovního semináře, kterým byl do 23. října 2014.
Dne 22. října 2015 byl penzionován a jako místo pobytu mu byla určena Moskva.
Dne 19. října 2015 mu bylo patriarchou moskevským Kirillem určeno jako místo služby chrám svatých Petra a Pavla v Lefortově a 15. dubna 2021 chrám svatého Andreje Bogoljubského.